# NGC 2753
NGC 2753 é uma galáxia elíptica na direção da constelação de Cancer. O objeto foi descoberto pelo astrônomo Heinrich d'Arrest em 1863, usando um telescópio refrator com abertura de 11 polegadas. Devido a sua moderada magnitude aparente (+14,5), é visível apenas com telescópios amadores ou com equipamentos superiores. 